# Limenitis caphira
Limenitis caphira är en fjärilsart som beskrevs av William Chapman Hewitson 1869. Limenitis caphira ingår i släktet Limenitis och familjen praktfjärilar. Inga underarter finns listade i Catalogue of Life.